# گت‌جت ایرلاینز
گت‌جت ایرلاینز (انگلیسی: GetJet Airlines) شرکت هواپیمایی در لتوانی است، که در سال ۲۰۱۶ تأسیس شد.